# Никола Јововић
Никола Јововић (Нови Сад, 13. фебруар 1992) српски је одбојкаш. Игра на позицији техничара. 

## Играчка каријера

### Клупска каријера
Јововић је почео да се бави одбојком 2002. у родном граду. За први тим Војводине је дебитовао 2007, а од 2009. до 2011. је био стандардни првотимац. Са лалама је освојио Куп Србије (2009/10). 
Као деветнаестогодишњак, 2011. прелази у њемачки Фридрихсхафен, у ком ће се задржати три сезоне и два пута освојити национални куп (2011/12, 2013/14).
Од 2014. наступа за италијански Веро Волеј из Монце.

### Репрезентативна каријера
Наступајући за кадетску репрезентацију Србије, освојио је сребро на Европском првенству 2009. (на ком је проглашен за најбољег техничара) и злато на Свјетском првенству исте године.
Са јуниорима је освојио двије бронзане медаље: на Европском првенству 2010. и Свјетском првенству 2011.
Деби за сениорски тим Србије је имао 2013. године. Са орловима је освојио бронзану медаљу на Европском првенству 2013. и сребро у Свјетској лиги 2015. Са репрезентацијом је освојио златну медаљу у Паризу на Европском првенству 2019. године победом у финалу против Словеније са 3:1.